# Boody
Boody – jednostka osadnicza w Stanach Zjednoczonych, w stanie Illinois, w hrabstwie Macon.